# Harnage
Harnage – wieś w Anglii, w hrabstwie Shropshire. Leży 13 km na południowy wschód od miasta Shrewsbury i 212 km na północny zachód od Londynu.